# Synagoge (Nalbach)

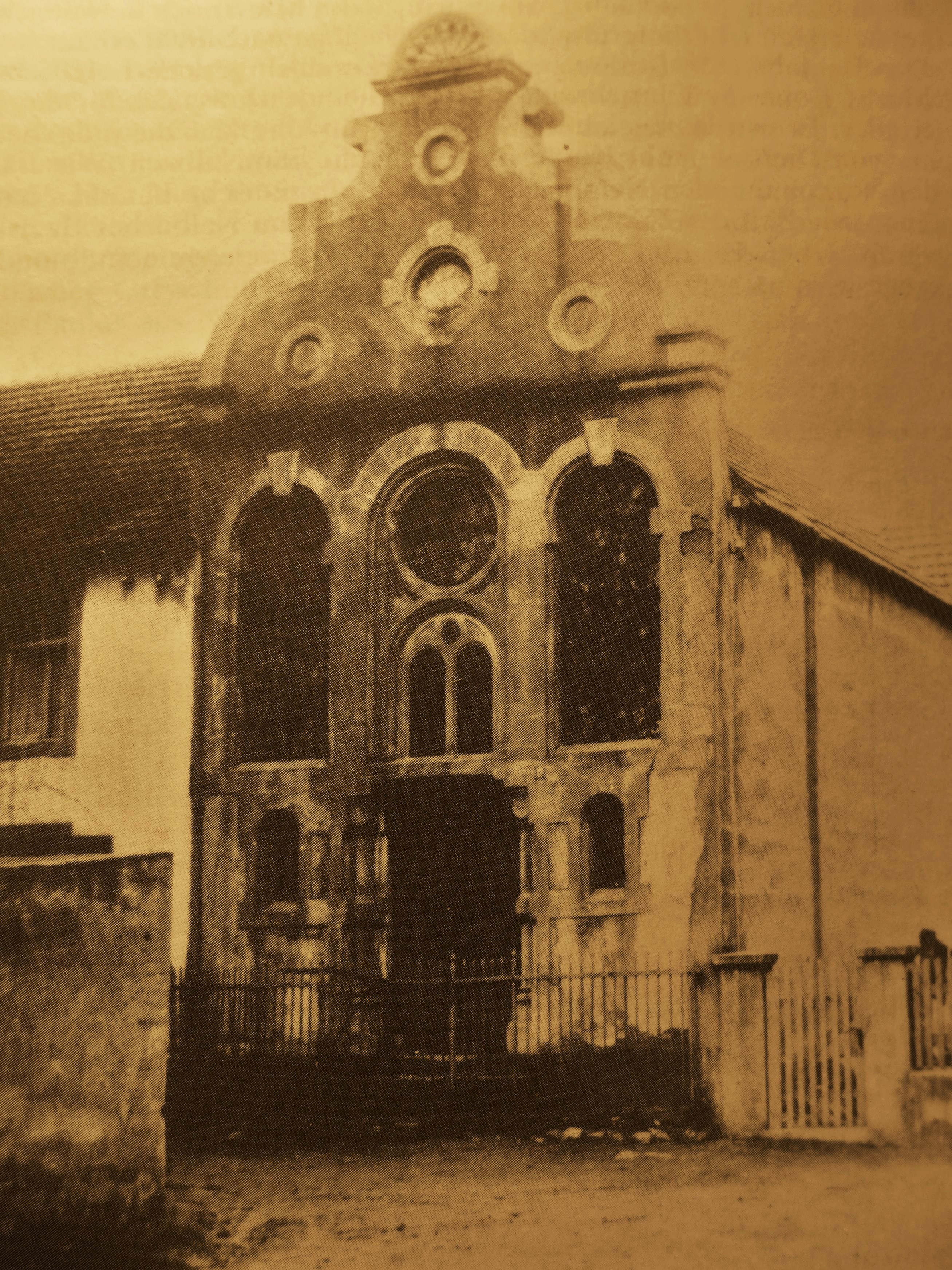
Synagoge in Nalbach (zwischen 1937 und 1945)

Die Synagoge in Nalbach, einer Gemeinde im Landkreis Saarlouis im Saarland, wurde 1853/54 erbaut. Die Synagoge, die am 20./21. Oktober 1854 feierlich eingeweiht wurde, stand an der Mittelstraße 17.

## Geschichte  und Beschreibung
Bei der Synagoge handelte es sich um einen kleinen Längssaal mit Satteldach von circa 6,30 m Breite und circa 10,70 m Länge. Auffallend war die Eingangsfassade mit drei Okuli im Schweifgiebel und der halbrunden Muschelnische, die an flämische oder niederländische Barockarchitektur erinnert. Unklar ist, ob die Stilelemente bereits auf die Zeit von 1854 zurückgehen oder auf die Renovierung nach dem Brand am 27. November 1891.
Da in der Zeit des Nationalsozialismus die Zahl der jüdischen Gemeindeglieder stark zurückging, wurde die Synagoge 1937 verkauft. Trotzdem wurde beim Novemberpogrom 1938 die verbliebene Ausstattung der Synagoge demoliert. Während des Zweiten Weltkriegs wurde 1944/45 das Synagogengebäude durch Artilleriebeschuss beschädigt, konnte aber noch bis zum Abbruch 1950/51 als Lager für landwirtschaftliche Produkte genutzt werden.